# Małgorzata Kręcka-Rozenkranz
Małgorzata Kręcka-Rozenkranz (ur. 1962 w Kartuzach) – polska rzeźbiarka, pedagog ASP w Gdańsku.

## Życiorys
Studiowała na Wydziale Rzeźby gdańskiej PWSSP (ASP) w latach 1982–1987. Dyplom uzyskała w pracowni prof. Edwarda Sitka w 1987 r. Dr hab. – kieruje Pracownią Rysunku na Wydziale Rzeźby i Pracownią Podstaw Rzeźby dla grafików.